# Mafeteng
Mafeteng är en ort i Lesotho och huvudstad i Mafetengdistriktet. Orten ligger ungefär 76 km söder om huvudstaden Maseru och har cirka 60 000 invånare. 
Terrängen runt Mafeteng är platt åt nordväst, men åt sydost är den kuperad.